# Nazionale olimpica di calcio della Repubblica Democratica Tedesca
La nazionale olimpica tedesca orientale di calcio è stata la rappresentativa calcistica della Germania Est che rappresentava l'omonimo stato ai giochi olimpici. Vinse l'oro alle olimpiadi del 1976.

## Statistiche dettagliate sui tornei internazionali

### Giochi olimpici
| Anno | Luogo             | Piazzamento      | V | N | P | Gol  |
| ---- | ----------------- | ---------------- | - | - | - | ---- |
| 1952 | Helsinki          | Non partecipante | - | - | - | -    |
| 1956 | Melbourne         | Ritirata         | - | - | - | -    |
| 1960 | Roma              | Non qualificata  | - | - | - | -    |
| 1964 | Tokyo             | Bronzo           | 4 | 1 | 1 | 12:4 |
| 1968 | Città del Messico | Non qualificata  | - | - | - | -    |
| 1972 | Monaco di Baviera | Bronzo           | 4 | 1 | 2 | 23:9 |
| 1976 | Montréal          | Oro              | 4 | 1 | 0 | 11:3 |
| 1980 | Mosca             | Argento          | 4 | 1 | 1 | 12:2 |
| 1984 | Los Angeles       | Ritirata         | - | - | - | -    |
| 1988 | Seul              | Non qualificata  | - | - | - | -    |

## Palmarès
- Torneo Olimpico: 1

Montréal 1976
- Argento olimpico: 1

Mosca 1980
- Bronzo olimpico: 2

Tokyo 1964, Monaco di Baviera 1972

## Tutte le rose

### Giochi olimpici
Calcio ai Giochi Olimpici Estivi 19641 Heinsch, 2 Urbanczyk, 3 Walter, 4 Geisler, 5 Seehaus, 6 Unger, 7 Pankau, 8 Rock, 9 Körner, 10 Barthels, 11 Engelhardt, 12 Backhaus, 13 Bauchspieß, 14 Frenzel, 15 Fräßdorf, 16 Nöldner, 17 Lisiewicz, 18 Vogel, 19 Stöcker, 20 Weigang, CT: Sós
Calcio ai Giochi Olimpici Estivi 19721 Croy, 2 Kurbjuweit, 3 Zapf, 4 Weise, 5 Bransch, 6 Irmscher, 7 Pommerenke, 8 Schulenberg, 9 Sparwasser, 10 Kreische, 11 Streich, 12 Häfner, 13 Seguin, 14 Ducke, 15 Vogel, 16 Tyll, 17 Wätzlich, 18 Ganzera, 19 Schneider, CT: Buschner
Calcio ai Giochi Olimpici Estivi 19761 Croy, 2 Weber, 3 Dörner, 4 Weise, 5 Kurbjuweit, 6 Lauck, 7 Heidler, 8 Häfner, 9 Riediger, 10 Bransch, 11 Hoffmann, 12 Kische, 13 Löwe, 14 Schade, 15 Riedel, 16 Grapenthin, 17 Gröbner, CT: Buschner
Calcio ai Giochi Olimpici Estivi 19801 Rudwaleit, 2 Ullrich, 3 Hause, 4 Uhlig, 5 Baum, 6 Schnuphase, 7 Terletzki, 8 Steinbach, 9 Bähringer, 10 Peter, 11 Kühn, 12 Trieloff, 13 Müller, 14 Liebers, 15 Trautmann, 16 Jakubowski, 17 Netz, CT: Krause